# Moskauer Kathedralchor
Der Moskauer Kathedralchor ist ein russischer Hochschulchor aus Moskau. – Weltweit bekannt wurde der gemischte Chor durch seine Weihnachts- und Ostertourneen.

## Geschichte
Der Moskauer Kathedralchor ist einer von sieben Chorensembles der 1991 von Prof. Wiktor Sergejewitsch Popow gegründeten Moskauer Chorfachschule, heute nennt sich die Hochschule, Viktor-Popov-Chorkunstakademie Moskau.
Das Repertoire des Moskauer Kathedralchores umfasst geistliche und weltliche Chormusik vom Altertum bis zur Moderne. Darunter Russisch-Orthodoxe Gesänge und russische Volkslieder.
Neben den großen Konzertsälen Moskaus ist das gemischte Vokalensembles auch regelmäßig in den bekannten Sälen Europas, Asiens und Amerikas zu Gast. Des Weiteren wird es auch zu internationalen Musikfestivals wie u. a. dem  Schleswig-Holstein Musik Festival, dem Bodenseefestival, dem Rheingau Musik Festival, den Bregenzer Festspielen, den  Walkenrieder Kreuzgangkonzerten oder den Obrasso Concerts im KKL Luzern (siehe Foto) eingeladen.
Als Solisten waren u. a. Cecilia Bartoli, Andrea Bocelli, Montserrat Caballé und Renée Fleming mit dem Chor zu hören.
Der Moskauer Kathedralchor hatte schon zahlreiche Rundfunk und Fernsehauftritte. Zudem liegen auch Schallplatten und CD vor.
Die Süddeutsche Zeitung schrieb nach einem Konzert des Chores in der Münchner Frauenkirche:
»Als ob der Himmel singen würde«
Im Jahr 2015 wurde Nikolay Azarov zum künstlerischen Leiter und Chefdirigenten des Moskauer Kathedralchores berufen.

## Diskografie (Auswahl)
- Missa Russica: 1000 Jahre russische Liturgie. Moskauer Kathedralchor / Mainzer Domchor / Knabenchor, (Koch International, München 1992)
- Missa Mystica: Geistliche Hymnen und Gesänge. Moskauer Kathedralchor / Victor Popow, (Verlagsgruppe Dornier, Stuttgart 2000)
- Missa Mystica: Geistliche Hymnen und Gesänge. Moskauer Kathedralchor / Victor Popow, (Koch International, München 2003)
- Missa Russica: 1000 Jahre russische Liturgie. Moskauer Kathedralchor / Mainzer Domchor, (Kreuz-Verlag, Stuttgart 2005)
- Russische Weihnacht. Moskauer Kathedralchor, (Sony Classical Sony Music 2010)